# AVPU
 AVPU-Schema  (Abkürzung für  alert, voice, pain, unresponsive) ist ein Schema in der Notfallmedizin, um das Bewusstsein eines Patienten einstufen zu können. AVPU ist eine Vereinfachung der Glasgow Coma Scale, die das Bewusstsein eines Patienten anhand der vier Faktoren wach, reagiert auf Ansprache, reagiert auf Schmerzreiz und keine Reaktion, also bewusstlos einstuft. Analog zur englischsprachigen Abkürzung AVPU wird im Deutschen die Abkürzung WASB (wach, Ansprache, Schmerzreiz, bewusstlos) verwendet.

## Bedeutung des Kürzels
Das AVPU-Schema kennt vier mögliche Resultate (im Gegensatz zu den 13 Möglichkeiten der Glasgow Coma Scale). Der Anwender soll das AVPU in der beschriebenen Reihenfolge abarbeiten (beginnend bei A, endend bei U), um so unnötige Tests bei Patienten mit Bewusstsein zu vermeiden.
Alert (wach und aufmerksam)
Der Patient ist wach, ansprechbar und aufmerksam. Er öffnet seine Augen spontan und reagiert auf Ansprache. Orientierung und mögliche Verwirrung sind keine Kriterien.
Voice (reagiert auf Ansprache)
Der Patient reagiert irgendwie auf verbale Ansprache. Die Reaktion kann verbal, mit den Augen oder motorisch erfolgen. Die Reaktion kann dabei beispielsweise in der Form von Augen öffnen, einem Murmeln oder das Heben eines Fingers sein.
Pain (reagiert auf Schmerzreiz)
Der Patient reagiert auf einen gesetzten Schmerzreiz. Die Reaktion kann verbal, mit den Augen oder motorisch erfolgen.
Unresponsive (keine Reaktion, bewusstlos)
Diese Einstufung erfolgt, wenn der Patient keine Reaktion unter AVP zeigte.
Im Bereich der Ersten Hilfe wird üblicherweise eine Einstufung unter A als Indikation für weitergehende Untersuchungen und Behandlung betrachtet. Im Rettungsdienst wird oft initial mit einer AVPU-Einstufung begonnen, um später eine GCS-Einstufung vorzunehmen, falls die AVPU-Einstufung schlechter als A war.

## Grenzen
Das AVPU Schema ist nicht für die langfristige neurologische Beobachtung eines Patienten geeignet.

## Vergleich mit anderen Systemen
Verglichen mit der Glasgow Coma Scale (GCS) korrespondiert das AVPU-Schema folgendermaßen:
- Alert: 15 GCS
- Voice Responsive: 12 GCS
- Pain Responsive: 8 GCS
- Unresponsive: 3 GCS